# Conway, Pennsylvania
Conway är en ort i Beaver County i delstaten Pennsylvania, USA.